# Toniq Sportscars

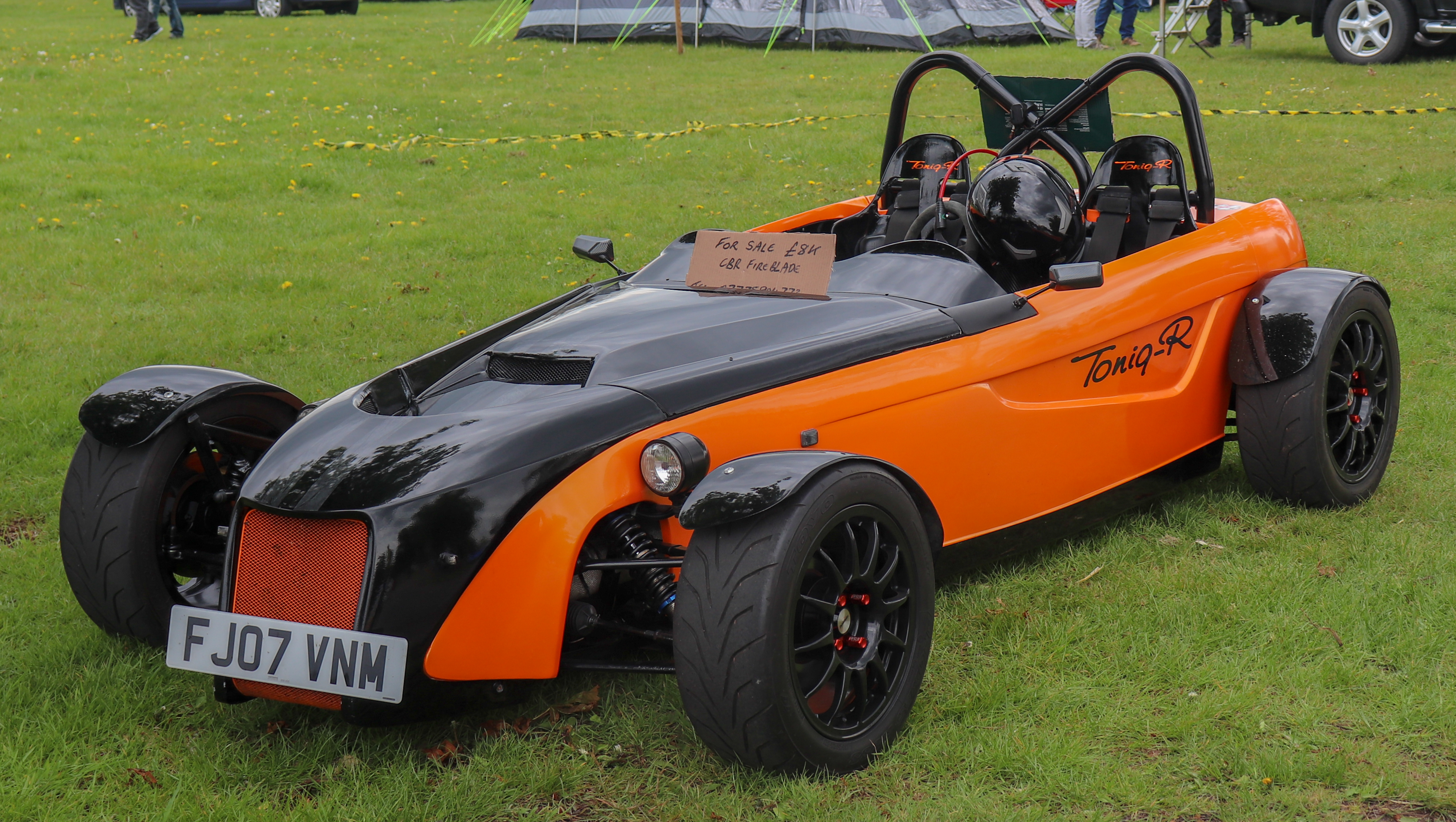
Toniq R

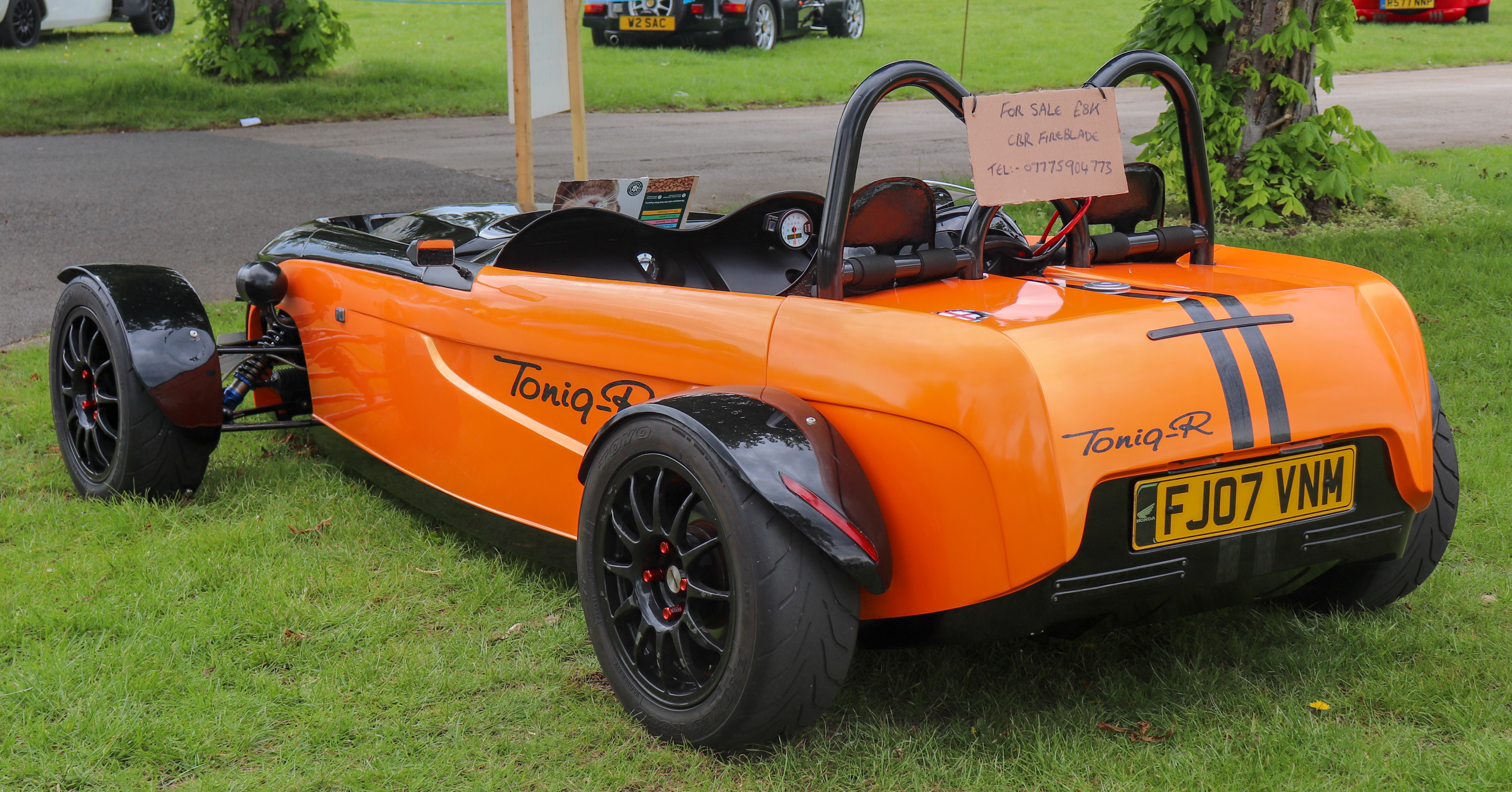
Toniq R

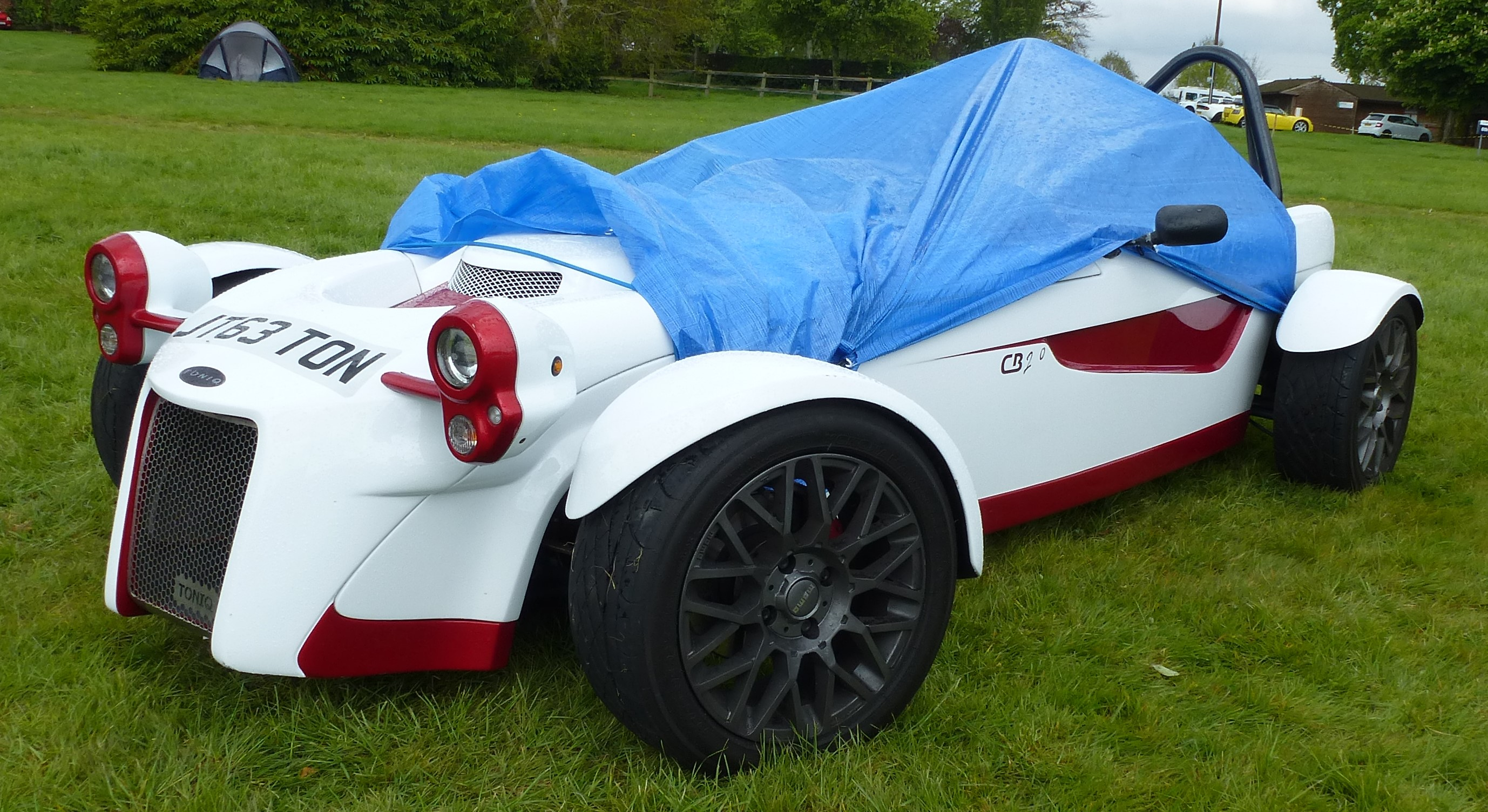
Toniq CB 200

Toniq Sportscars Limited ist ein britischer Hersteller von Automobilen.

## Unternehmensgeschichte
Will Baxter, Colin Williams, Paul Philpot und Angus Fitton waren Designstudenten an der University of Huddersfield. 2002 präsentierten sie einen Prototyp auf der Donington Show. Zunächst gab es das Unternehmen Stuart Taylor Motorsport. 2003 oder 2004 übernahm Colin Williams das Projekt und gründete Toniq Limited. Ihm zur Seite standen Derek und Tris Elliston. 2006 übernahm Adrenaline Motorsport aus Cornwall. 2009 kam viel Bewegung. Zuerst übernahm der Fahrgestellhersteller Caged, dann wieder Adrenaline Motorsport, und zuletzt erneut Toniq Limited. Heute firmiert das Unternehmen als Toniq Sportscars Limited und hat seinen Sitz in Newquay. Der Markenname lautet Toniq. Bis ins Jahr 2012 wurden 17 Fahrzeuge hergestellt.

## Fahrzeuge
Das Unternehmen stellt Kit Cars her. Ein Modell ist der R. Er ähnelt dem Lotus Seven. Die offene, türlose Roadsterkarosserie bietet Platz für zwei Personen. Bei einem Radstand von 234 cm ist das Fahrzeug 350 cm lang, 165 cm breit und 107 cm hoch.
Außerdem ist der CB 200 überliefert.